# 玉英 (符凤妻)
玉英（?—?），姓氏不详，字玉英，唐朝符凤之妻。
玉英非常美丽。符凤获罪贬到儋州（今海南省儋州市西北旧儋县），渡南海时，为獠人贼寇所杀，贼寇胁迫玉英，玉英说：“我一个妇人不足以事奉众多男子，请推选一位长者。”贼寇们同意了。于是玉英以自己要換衣服為由请贼寇回避，过了一会，穿着盛装站在船上，骂道：“受贼辱，不如死！”投水自沉於海。